# تسوواگیوغ
تسوواگیوغ (به ارمنی: Ծովագյուղ) یک شهر در ارمنستان است که در استان گغارکونیک واقع شده است. در کیلومتری شمال گاوار، مرکز استان گغارکونیک واقع شده است.

## خصوصیات
تسوواگیوغ ۴٬۱۸۹ نفر جمعیت دارد و در ارتفاع متر بالاتر از سطح دریا قرار گرفته است.

## نگارخانه

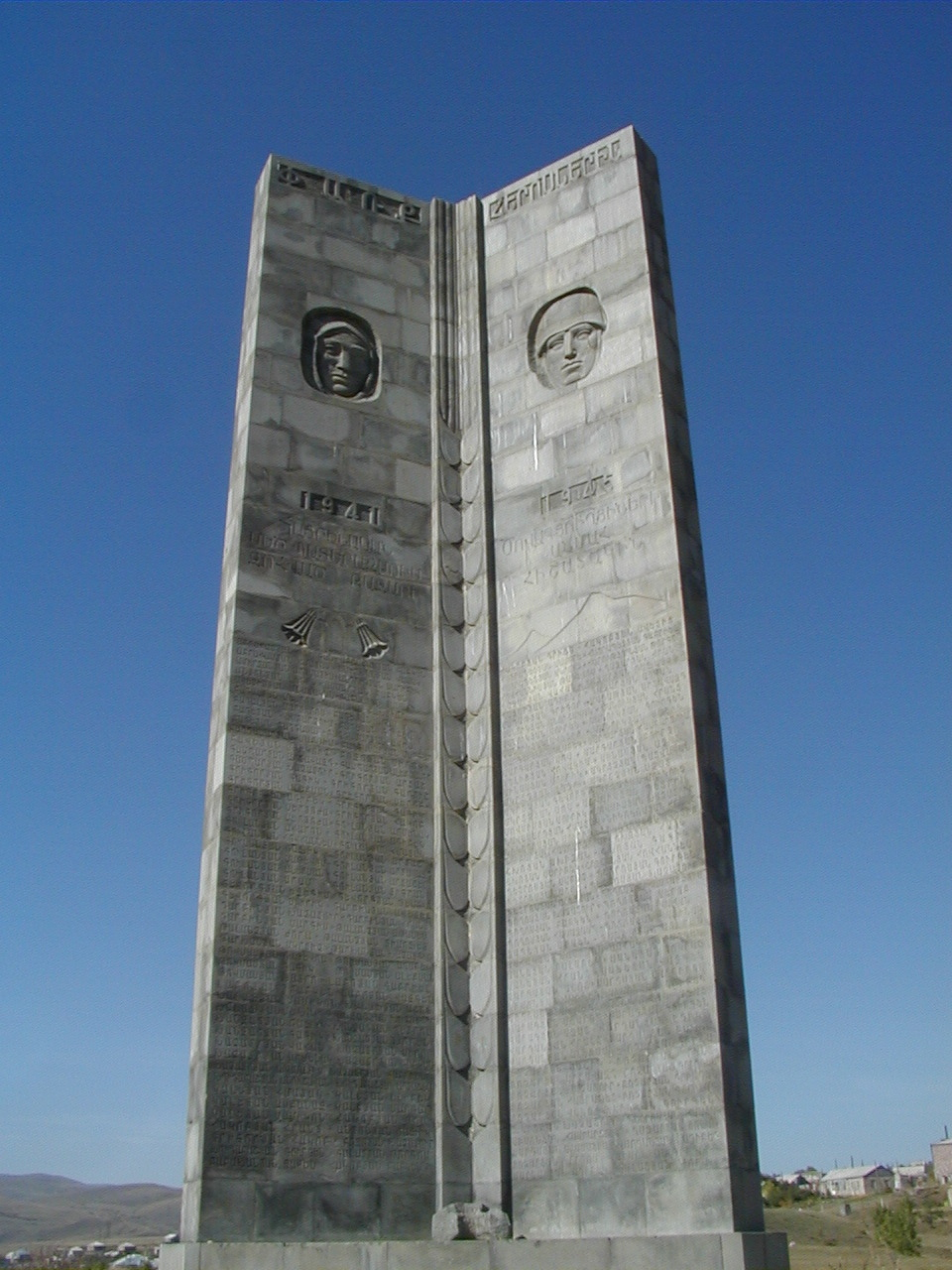